# Anger Management (serial)
Anger Management este un serial american de comedie, care a avut premiera pe canalul FX pe 28 iunie 2012. Serialul se bazează pe filmul cu același nume din 2003 și îl are în rolul principal pe Charlie Sheen, care îi ia locul lui Jack Nicholson din film. Anger Management a depășit recordul de rating, primul episod al serialului fiind urmărit de 5.74 milioane telespectatori, astfel devenind cea mai urmărită premieră a unui sitcom din istoria televiziunii prin cablu din SUA.